# Трикотажна промисловість
Трикота́жна промисло́вість — галузь текстильної промисловості, яка виробляє з вовняної та бавовняної пряжі і з штучних волокон різноманітні плетені вироби: трикотажне полотно, панчохи, шкарпетки, рукавички, верхній трикотаж і білизну.  

## Значення
Трикотажна промисловість є крупною галузь легкої промисловості, що виробляє широкий асортимент виробів і тканин як побутового, так і технічного призначення. У трикотажній промисловості можлива переробка майже всіх видів текстильної сировини: бавовняної пряжі, вовни, штапельних волокон, натурального шовку, штучних волокон, гумової тасьми, металевих ниток та хімічних волокон.  
Трикотажна промисловість займається виготовленням трикотажних тканин, білизни, в'язаних виробів, шкарпеток і панчіх із натуральних та хімічних волокон. У своєму розміщенні повністю орієнтується на споживача 

### Історія

#### В Україні
В Україні почали продукувати трикотажні вироби в малій кількості кустарним способом на початку 20 ст. Перші трикотажні фабрики створили 1915 в Полтаві та Харкові на базі устаткування фабрик, евакуйованих з Польщі. Напередодні Другої світової війни підприємства цих міст і Києва випускали понад 4/5 всіх трикотажних виробів, фабрики Харкова і Полтави понад 3/4 всього виробництва панчішно-шкарпеткових виробів УРСР. Полтавська прядильна фабрика постачала трикотажним підприємствам бавовняну пряжу. Рукавички випускали заводи в Бердичеві, Житомирі, Полтаві та Прилуках.
У 1941 — 44 підприємства трикотажної промисловості зазнали майже цілковитого знищення. Згодом трикотажна промисловість була відбудована і поширена. Побудовано нові великі заводи: у Харкові, Миколаєві, Житомирі, Львові, Одесі, Сімферополі, Феодосії, Чернівцях, Івано-Франківську, Прилуках, Донецьку, Дніпрі, Луганську та ін. На початку 1970-х років в Україні працювало 60 трикотажних підприємств. 
Великі підприємства є в Києві, Харкові, Львові, Одесі, Миколаєві, Чернівцях, Житомирі. Головні центри трикотажної промисловості: Харків, Київ (Київська трикотажна фабрика ім. Рози Люксембурґ, заснована 1927, Київська трикотажна фабрика «Киянка» — з 1957), Одеса, Львів, Чернівці, Житомир, Миколаїв, Шептицький, Мукачево; за межами України, але на українській етнічній території: Берестя, Пинське.